# John Boyne
John Boyne (Dublin, 1971. április 30.) ír regényíró. Regényeit több mint 50 nyelven adták ki. A csíkos pizsamás fiú című 2006-os regényéből 2008-ban azonos című filmet forgattak.

## Életrajza
Boyne Dublinban született, ahol a mai napig él. Első novelláját a Sunday Tribune közölte, és 1993-ban beválogatták a Hennessy irodalmi díjra. B.A fokozatát a dublini Trinity College-ban szerezte 1993-ban, és a University of East Anglia-n szerzett MA fokozatot. diplomáját 2015-ben a University of East Anglia tiszteletbeli doktori címmel tüntették ki. A 2015-ös Scotiabank Giller-díj zsűrijének elnöke volt.
Boyne meleg és beszélt azokról a nehézségekről, amelyekkel melegként nőtt fel a katolikus Írországban, valamint arról, hogy diákként bántalmazást szenvedett a Terenure College-ban.
John Banville-t „a világ legnagyobb élő írójának” tartja.
2020 augusztusában feltűnt, hogy Boyne legújabb regénye, az A Traveller at the Gates of Wisdom, amely a való világban játszódik, i.sz. 1. évben, tartalmazott egy részt, amelyben a varrónő a festékek előállításához használt összetevőkre utal. A felsorolt összetevők azonban teljesen kitaláltak, a 2017-es The Legend of Zelda: Breath of the Wild című videojátékból származnak és olyan elemeket tartalmaztak, mint a "néma hercegnő" virága, az "octorok szemgolyó" és "a vörös lizalfos farka". A hibát eredetileg a Redditen tették közzé, és miután Dana Schwartz írónő kiemelte a szegmenst a Twitteren és azt feltételezte, hogy Boyne internetes keresést végzett a „hogyan fessük pirosra a ruhákat”, és a Zelda-eredményeket a kontextus vizsgálata nélkül használta fel, Boyne elismerte a hibáját, mondván: "Hagyom úgy, ahogy van. Valójában nagyon viccesnek tartom és teljesen igazad van. Nem emlékszem, de biztosan csak a Google-ban kerestem. Hé, néha fel kell emelni a kezed és azt mondani 'Jaj!"

## A csíkos pizsamás fiú
A The Boy in the Striped Pyjamas 2006-ban jelent meg. A könyvből több mint hétmillió példány kelt el világszerte. A Heyday/Miramax filmadaptációt, The Boy in the Striped Pyjamas című filmet 2007 közepén forgatták Budapesten és 2008 végén mutatták be. A filmet Mark Herman rendezte, a főszereplők Asa Butterfield, David Thewlis, Vera Farmiga, Rupert Friend és Sheila Hancock. 2020 januárjában az Auschwitz-Birkenau Állami Múzeum idézte a könyvet a múzeum és a szerző közötti oda-vissza tweetben, mint olyan könyvet, amelyet kerülniük kell azoknak, akik a Holokauszt pontos megértését hirdetik. Válaszul Boyne azt írta, hogy a Múzeum kritikája pontatlan információkat tartalmazott.

## Kritikák
A 2019-ben megjelent My Brother's Name Is Jessica (Fivérem, Jessica) könyvét, amely egy fiatal fiúról szól, aki megbékél transzlányként született idősebb testvérével, bírálták a transznemű témák ábrázolása és az emberek rossz nemi értelmezése miatt. A The Irish Times-ban a könyvet népszerűsítő cikkében Boyne kifejtette, hogy egy transznemű barátja inspirálta a megírására, és beszélt nemi identitástudósokkal és „több transz emberrel” annak érdekében, hogy hitelesen ábrázolja a könyv témáját. További kritikákat kapott azonban amiatt, hogy a cikkben kijelentette, hogy „elutasítom a "cisz" szót... Nem tartom magam cisz-embernek; férfinak tartom magam.” Hozzátette, hogy „bár szívesen használok minden olyan kifejezést, amelyről egy személy a legjobbnak érzi magát... Elutasítom azt az elképzelést, hogy valaki rákényszeríthet egy nem kívánt kifejezést a másikra.”
Boyne törölte Twitter-fiókját, hivatkozva, hogy a közösségi médiában zaklatták, bár később újra csatlakozott az oldalhoz. Bizonyos írók kifejezték támogatásukat Boyne felé.
2020-ban Aidan Comerford komikus és író, aki többször is transzfóbiával vádolta Boyne-t, Twitteren keresztül bocsánatot kért. Comerford elismerte, hogy Boyne-ról írt tweetjei „kérlelhetetlen zaklatásnak számítottak”, ami „nagy szorongást” okozott Boyne-nak. Boyne így válaszolt: "Hálás vagyok Aidan Comerford bocsánatkéréséért és visszavonásáért, és ezen kívül nincs további megjegyzésem."
Egy újság rovatában 2021-ben ismét utalt a könyv kapcsán kapott visszhangra. Noha Boyne nem említette Comerfordot név szerint, hivatkozott valakire, aki "bevallotta, hogy a „könyörtelen zaklatás" elszánt kampányában vett részt. majd "visszasiklott a földalatti barlangjába, hogy megnyalja a sebeit".

## Válogatott művek

### Regények
- 2000: The Thief of Time (Weidenfeld & Nicolson)
- 2001: The Congress of Rough Riders (Weidenfeld & Nicolson)
- 2004: Crippen (Penguin)
- 2006: Next of Kin (Penguin)
- 2008: Mutiny on the Bounty (Doubleday)
- 2009: The House of Special Purpose (Doubleday)
- 2011: The Absolutist (Doubleday)
  - A gyáva – GABO, Budapest, 2013 · ISBN 9789636896454 · Fordította: Komló Zoltán
- 2013: This House Is Haunted (Doubleday)
- 2014: A History of Loneliness (Doubleday)
- 2017: The Heart's Invisible Furies (Doubleday)
- 2018: A Ladder To The Sky (Doubleday)[36]
- 2020: A Traveler at the Gates of Wisdom (Doubleday)
- 2021: The Echo Chamber (Doubleday)
- 2022: All the Broken Places (Doubleday)
- 2023: Water (Doubleday)

### Regények fiatalabb olvasóknak
- 2006: The Boy in the Striped Pyjamas (David Fickling Books)
  - A csíkos pizsamás fiú – Ciceró, Budapest, 2007 · ISBN 9789635396139 · Fordította: Szabó Mária
- 2010: Noah Barleywater Runs Away (David Fickling Books)
- 2012: The Terrible Thing That Happened To Barnaby Brocket (Doubleday Children's)
  - Barnaby Brocket és a szörnyű dolog, ami vele megesett – Ciceró, Budapest, 2013 · ISBN 9789635398133 · Fordította: Gázsity Mila · Illusztrálta: Oliver Jeffers
- 2013: Stay Where You Are And Then Leave (Doubleday Children's)
- 2015: The Boy at the Top of the Mountain (Doubleday Children's)
- 2019: My Brother's Name Is Jessica (Puffin)

### Novellagyűjtemények
- 2015: Beneath The Earth (Doubleday)

## Fordítás
- Ez a szócikk részben vagy egészben  a   John Boyne című angol Wikipédia-szócikk fordításán alapul.  Az eredeti cikk szerkesztőit annak laptörténete sorolja fel. Ez a jelzés csupán a megfogalmazás eredetét és a szerzői jogokat jelzi, nem szolgál a cikkben szereplő információk forrásmegjelöléseként.